# Jana Wienerová
Jana Wienerová, rozená Kuchtová (3. dubna 1953 Tachov) je šéfredaktorka, výtvarnice a básnířka, farářka Církve československé husitské.

## Život
Narodila se v Tachově do rodiny československého faráře Františka Kuchty. Po maturitě na gymnáziu v Broumově a studiu na Husově československé bohoslovecké fakultě v Praze přijala v roce 1976 kněžské svěcení. V letech 1976–1980 působila v náboženských obcích Benátky nad Jizerou a v letech 1980–1981 pak Praze-Holešovicích. V roce 1984 přešla do redakce Českého zápasu, jehož se stala v roce 2000 vedoucí redaktorkou. Od roku 2007 působila jako farářka v Broumově. V manželství s Pavlem Wienerem se jim narodil syn Václav (*1978) a dcera Zuzana (*1981).
Coby výtvarnice získávala zkušenosti u akademických malířů Ivo Švorčíka a Jiřího Kodyma. Ilustrovala na šest desítek publikací (její ilustrace zdobí např. Zpěvník CČSH), měla přes 20 samostatných výstav (mimo jiné v Belgii, Německu, Polsku); pravidelně vystavuje na Náchodském výtvarném podzimu. Mezi její významné realizace patří: sgrafita v kapli Setkávání v Železné Rudě (1983 a 1988); sgrafitová výzdoba interiéru ve sboru Kristova kříže v Plzni (1993–1994); sgrafita na sborovém domě v Praze Břevnově (1997); vstupní obraz v Husově sboru v Českých Budějovicích (2004); sgrafito v sídle Sokola Pražského (2011); dětská expozice v Husově domě v Husinci (2018). 
Jana Wienerová je spoluautorkou modlitební pomůcky Klíčky, vydala básnické sbírky Vrásnění a Krajinou pod slovy; pro duchovní útěchu nemocných, umírajících a jejich rodin připravila meditační brožury Předcházení a Pokoj vám pro pozůstalé.
Je členkou obce spisovatelů – oblast Hradecko. Účastní se mezinárodních Dnů poezie v Broumově (původně v rámci česko-polských dnů křesťanské kultury), kde pravidelně přispívá do sborníků a přispěla i k antologii 20. ročníku Pegas nad Broumovem (2019).